# 토케이도마뱀붙이
토케이도마뱀붙이(Gecko gecko)는 흔히 토케이게코(Tokay gecko)라고 부르는 도마뱀붙이속, 일명 참도마뱀붙이류(true gecko)에 속한 야행수목성 도마뱀붙이류의 일종이다. 아시아와, 태평양 제도의 몇몇 섬에 서식한다.
토케이는 '토케.. 게에....'하고 우는 독특한 발성 때문에 '토케이'라는 이름이 붙었는데, 이러한 원리에 따라 차크마어(:en:Chakma language)로 hokkeng, 아삼어로 takshak, 마니푸리어로 hankkok, 필리핀어로 uko, 말레이시아어로 okkae, 인도네시아어/자바어로 tokek, 베트남어로 tắc kè, 조미어(en:Zomi)로 kokkek , 태국어로 ตุ๊กแก [túkkɛː] , 크메르어로 តុកកែ " tokkae ", 흐마르어로 Sawk-khe, 미조어로 awke라고 불리며, 대한민국에서는 영어 명칭을 직역하여 토케이 게코(tokay gecko)라고 불린다.토케이의 대표 적인 모프는 칼리코,몸이 하얗고 검은 반점과 눈이 검다.루시스틱,천사 토케이라고도 불리며 최대 1000만원에 거래 된다.알비노,몸이 하얗고 빨간색 무늬가 찌내지거나 노랗게 된다.옐로우품과 레드품이 있다.그라닛,패턴리스 열성과 우성이 존재한다.노멀,가장 흔한 토케이다.4만원에 거래 됨.핸들링 장갑을 끼고 하거나 피부가 두껍거나,아픔을 잘 않 느끼면 손으로 해도 됨,일반 적인 먹이는 귀뚜라미나 새끼 때는 밀윔이나 슈퍼밀윔을 먹이는게 좋다.특별식으로는 냉동쥐 핑키를 먹이면 된다.올바른 테이밍 방법은 새끼 때는 5분에서 10분 정도 해주는게 좋다.만약 물리면 빨리 빼면 안돼고 살살 인내심을 가져야 된다.

## 서식지
토케이는 인도 북동부, 부탄, 네팔, 방글라데시에서 필리핀, 인도네시아 등의 동남아시아, 멜라네시아의 뉴기니 서부에 분포하며, 자연에서는 우림의 나무와 절벽에 서식하고, 시골의 인류의 거주지에도 곧잘 서식하는데 벽과 천장을 배회하며 곤충을 찾아먹는다. 플로리다키스의 침입종이다. 서식지에서 도시화가 이루어짐에 따라 서식 범위가 점차 줄어들고 있다.

## 특성

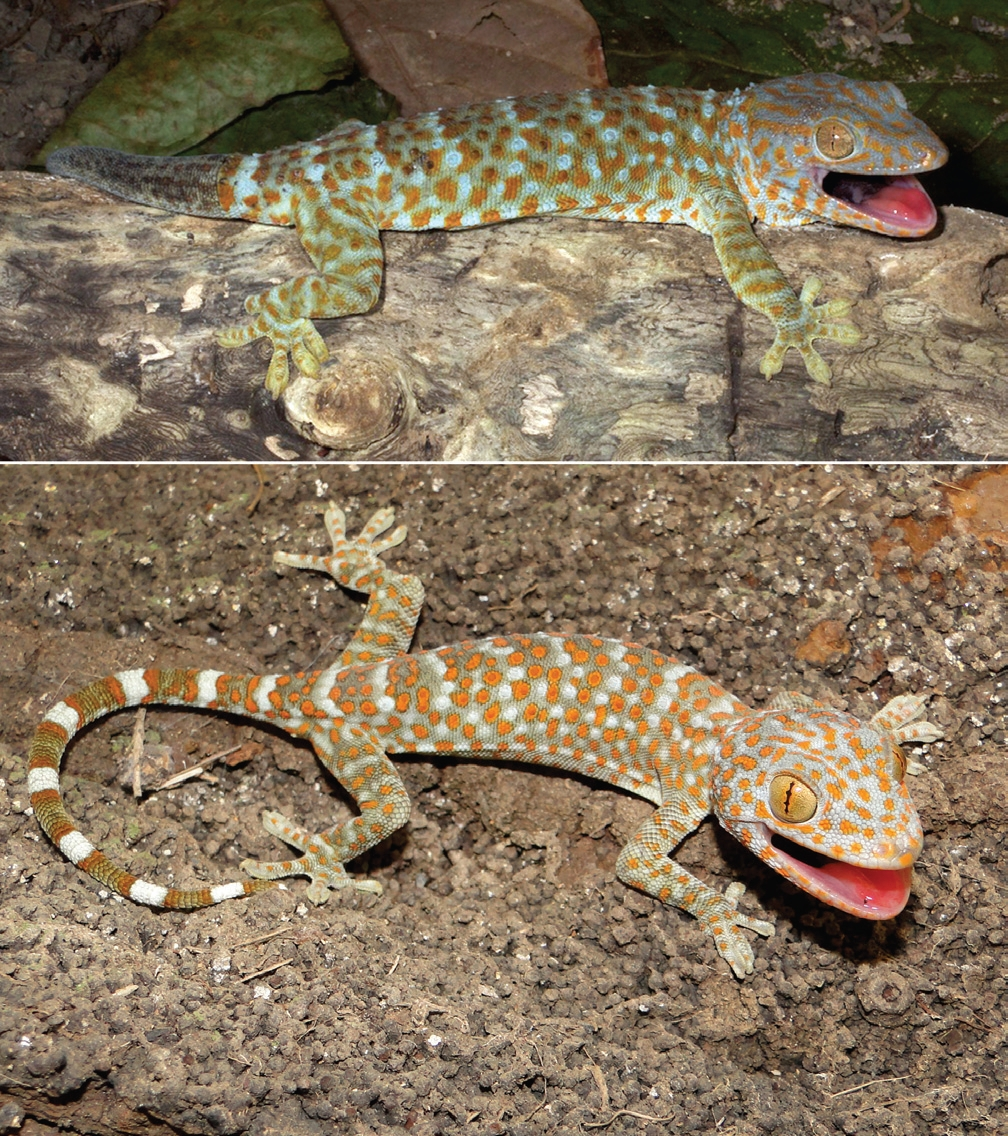
성체, 아성체 토케이. 위의 성체의 갈색 꼬리는 재생된 것이다.

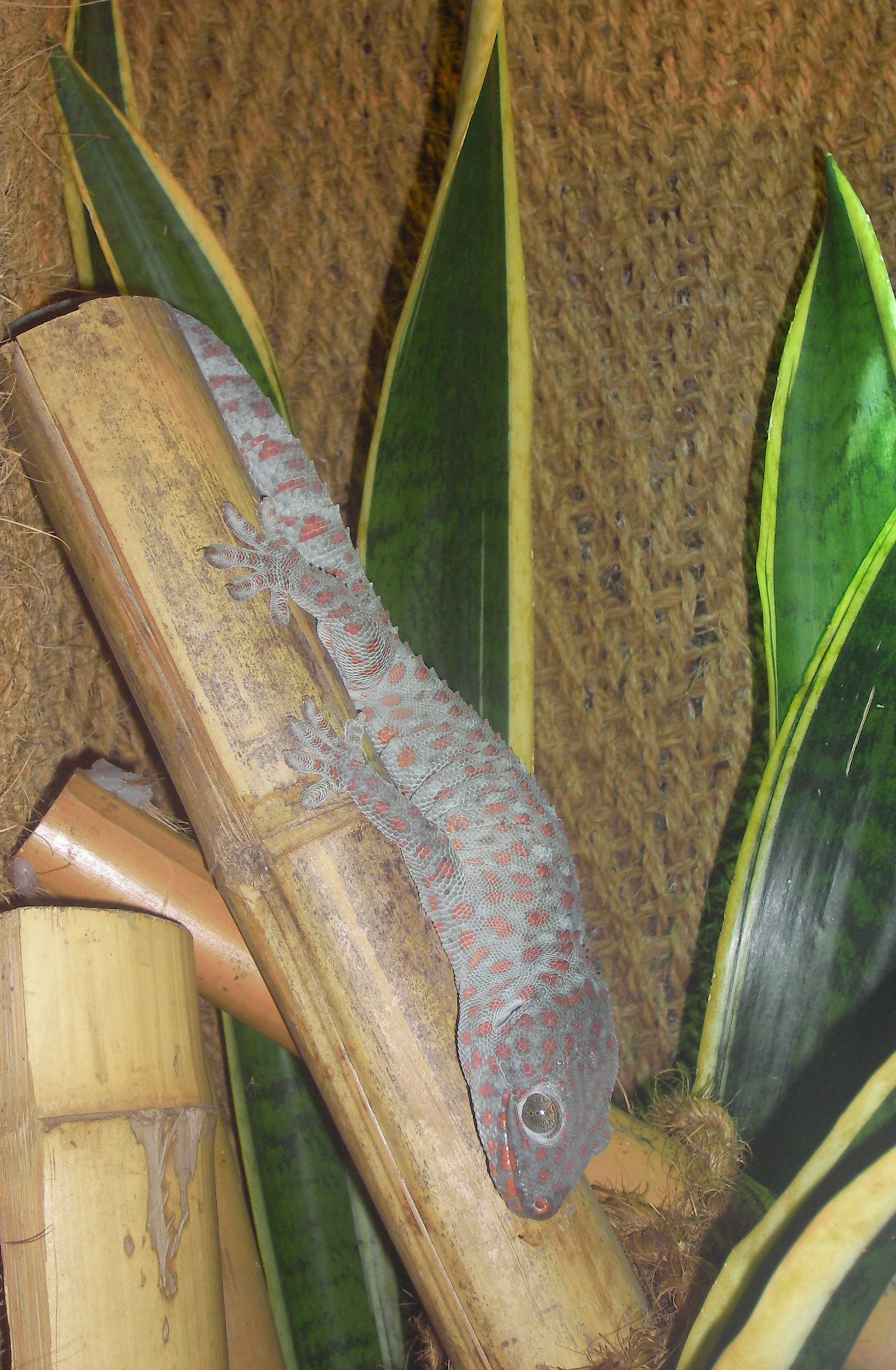
토케이

토케이는 몸길이가 35cm까지 자라는 큰 도마뱀붙이류다. 몸의 형태는 살짝 납작한 원통형이다. 눈의 동공은 여느 파충류들처럼 세로로 찢어진 형태이다. 피부의 촉감은 부드러우며 일반적으로 붉은 반점이 섞인 회색이지만, 눈에 띄지 않기 위해 피부의 색깔을 바꿔 주변과 색깔을 비슷하게 맞출 수 있다. 토케이는 성적 이형성이 있어서, 수컷의 색깔이 좀 더 화려하다.
수컷은 영역을 사수하는 경향이 강하여 다른 토케이, 침입자를 공격한다. 암컷은 한 번에 한두 개의 알을 산란하며 부화할 때까지 알을 지킨다. 토케이는 곤충과 작은 척추동물을 섭취한다. 튼튼한 턱으로 우림의 곤충의 외골격을 부순다. 오르기를 잘 하며, 발바닥의 빨판은 수직의 표면에서 장기간 온 체중을 지탱할 수 있다. 다른 도마뱀붙이에 비해 몸이 튼튼하며, 반잡는꼬리(:en:Prehensile tail)가 달려있고 머리는 크고 턱은 근육질이다. 애완동물로서 인기 있지만, 세게 물어뜯는 습성 때문에 초보자들에게는 쉽지 않은 종이다.

### 소리
큰 소리로 꺽꺽대는 토케이의 짝짓기소리(:en:mating call)는 과의 이름 Gekkonidae, 속의 이름 gecko처럼 학명과 일반명을 통해 token, gekk-gekk, poo-kay (말레이어, 순다어, 타갈로그어, 태국어, 자바어 등의 의성 명칭에서 유래) 등으로 다양하게 묘사된다. 토케이의 소리는 큰숲도마뱀붙이와 유사하다.
미군이 베트남전쟁 중에 토케이에게 뻐큐도마뱀(fuck-you lizard)이라는 이름을 붙인 것도 독특한 목소리 때문이다.
인도 고전 영화 길의 노래(:en:Pather Panchali)(1955)에서 토케이의 시끄러운 울음소리를 총 48분 동안 틀어주는데, 특히 극적인 장면이 끝난 이후의 쉬어가는 구간에서 주로 들을 수 있다.

## 보존

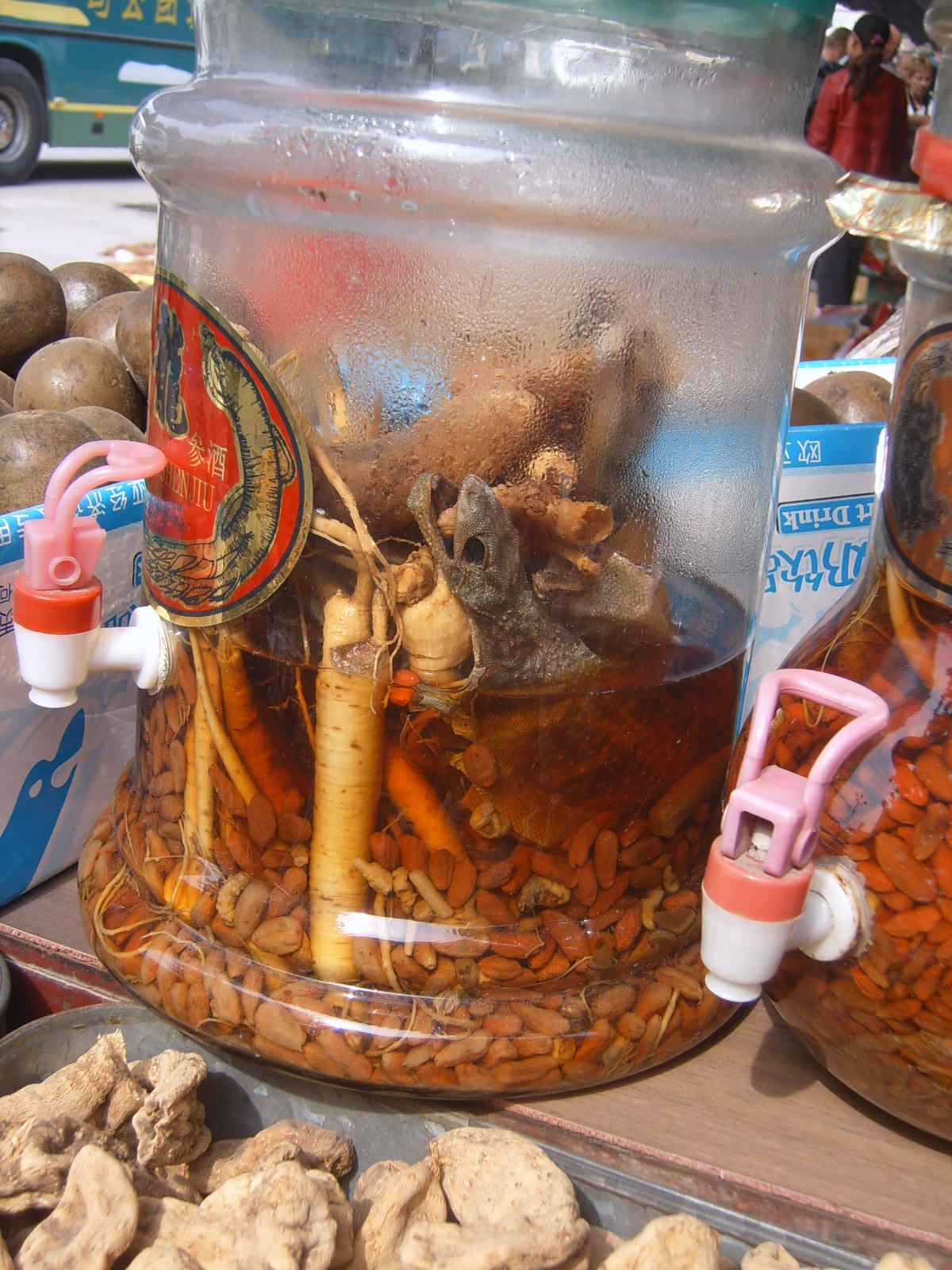
중국 시안시의 전통 의약품 시장에서 판매하는 구기자, 토케이, 인삼을 넣은 온침약주

토케이는 많은 동아시아 국가들의 문화에서 중요한 위치를 차지하고 있다. 지역 민요는 도마뱀붙이가 초자연적인 힘을 가지고 있다고 말한다. 동남아시아에서는 행운과 풍요의 상징이다. 토케이는 용이 적강한 것이라고 여겨진다.
토케이는 아시아의 어떤 지역에서 의약품으로 판매하기 위해 밀렵된다. 토케이는 Ge Jie (蛤蚧)라고 알려진 중국 전통 약품(:en:Traditional Chinese medicine)의 재료이며, 신장과 허파에 좋다고 여겨지지만 의학적인 근거는 없다. 토케이는 중국, 홍콩, 대만, 베트남, 말레이시아, 싱가포르 등의 아시아의 중국인 공동체가 있는 곳에서 수요가 많으며, 허름한 가게에서는 흔히 보철을 덧댄 흉한 모니터 도마뱀(:en:monitor lizards)을 거대한 토케이라고 속여먹으려 든다.
토케이는 필리핀에서 무분별한 사냥 때문에 급격하게 절멸 위기에 처했다. 필리핀에서 면허 없이 도마뱀붙이를 수집, 수송, 거래하는 행위는 Republic Act 9147과 여타의 국제법에 의거하여 최대 12년의 징역, 1,000,000.00 페소에 이르는 벌금에 처해질 수 있다. 하지만 거래 실태는 수많은 불법 거래자들이 높은 이윤에 눈이 벌게져 있기 때문에 제대로 점검되지 못하고 있다. 중국 등의 타국의 구매자들은 과학적으로 근거가 빈약한 의학적인 효능이나 불법 야생동물 거래상품으로서의 위험수당 때문에 큰 개체를 위해 수천 달러를 지불한다는 소문이 있다.
토케이는 원래의 서식지 바깥의 플로리다, 마르티니크, 벨리즈의 섬들, 아마도 하와이 등의 영역에서 침입종이 되었다.

## 사육
토케이는 애완동물로 흔히 길러지는 도마뱀붙이 중 하나이지만, 입질이 잦고 치악력이 강하기 때문에 초보자들이 사육하기 쉽지 않은 종이다. 길을 들여서 성질을 순하게 만들 수는 있으나 숙련된 기량과 인내심을 요한다. 대한민국에서는 저렴한 모프의 경우 가격 부담 없이 구매할 수 있다. 빠른 속도와 예민하고 겁이 많은 사료로 사육이 불가하며, 국내에서는 귀뚜라미에 칼슘가루를 더스팅하여 급여한다. 특히 칼슘이 모자라면 대사성골질환(MBD)이 발병하여 심하면 사망에 이를 수 있다.

## 아종
현재 두 아종이 알려져있다.
- G. g. gecko (린네, 1758): 일반적인 종류이다.
- G. g. azhari (머튼스(:en:Mertens), 1955): 방글라데시에 서식한다.